# Pyysaari (ö i Norra Savolax)
Pyysaari är en ö i Finland. Den ligger i sjön Iisvesi, Virmasvesi och Rasvanki och i kommunen Kuopio i den ekonomiska regionen  Kuopio ekonomiska region  och landskapet Norra Savolax, i den centrala delen av landet, 300 km norr om huvudstaden Helsingfors. Öns area är 2,7 hektar och dess största längd är 290 meter i sydöst-nordvästlig riktning.